# 朱塞佩·迪卡普阿
朱塞佩·迪卡普阿（義大利語：Giuseppe Di Capua，1958年3月15日—），意大利男子赛艇运动员。他曾代表意大利参加1980年、1984年、1988年和1992年夏季奥林匹克运动会赛艇比赛，共获得二枚金牌和一枚银牌。